# Antōnīs Geōrgiadīs
Antonis Georgiadis (in greco Αντώνης Γεωργιάδης; Drama, 25 gennaio 1933 – Drama, 16 novembre 2020) è stato un allenatore di calcio e calciatore greco.